# Etzenborn
Etzenborn ist ein Ortsteil der Gemeinde Gleichen im Landkreis Göttingen in Südniedersachsen mit 160 Einwohnern (Stand: 1. Januar 2024). Er liegt ganz im südöstlichen Bereich der Gemeinde Gleichen.

## Geographische Lage

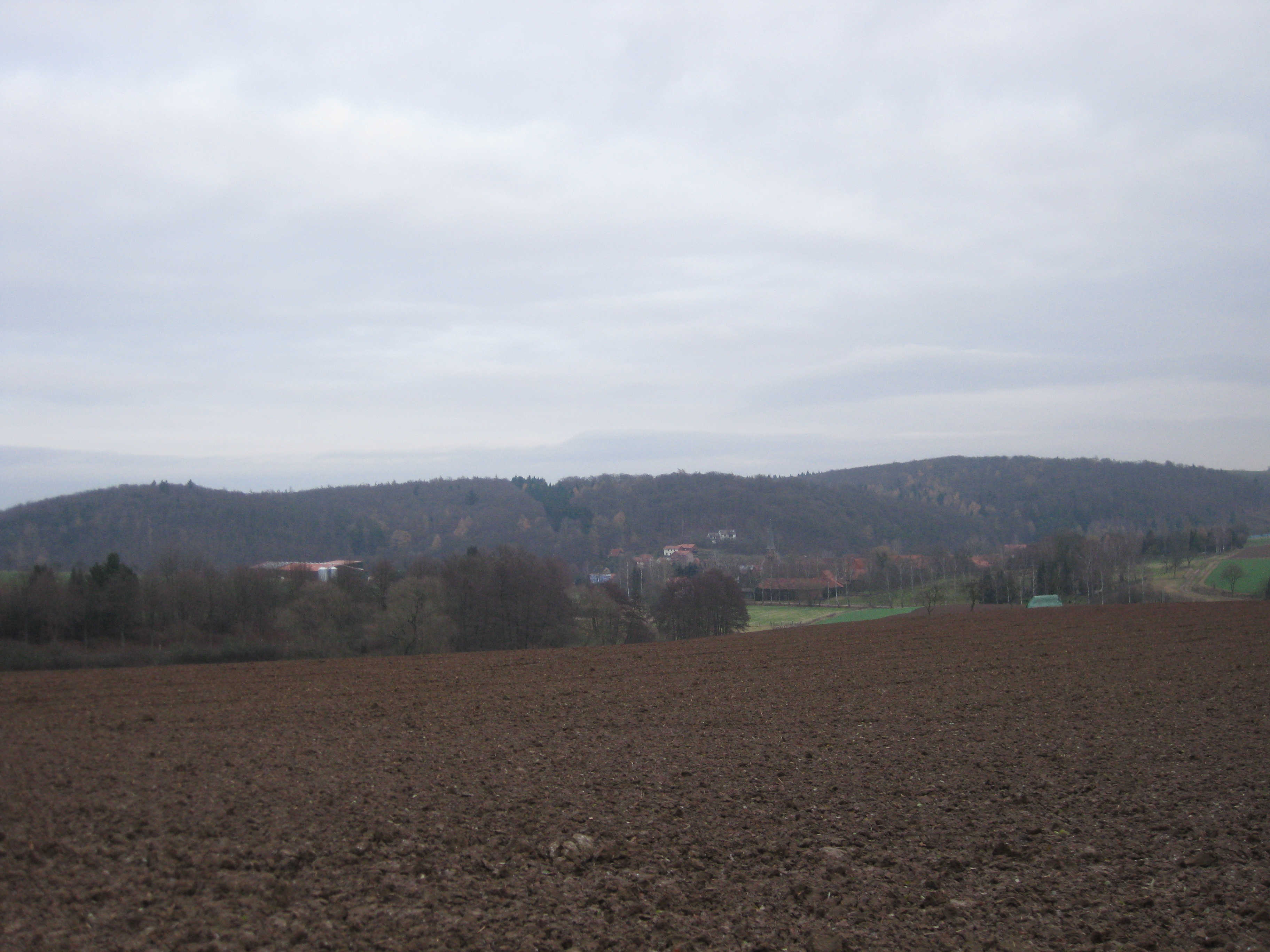
Etzenborn von Westen her gesehen

Etzenborn liegt ungefähr 17 Kilometer südöstlich von Göttingen unmittelbar an der ehemaligen Innerdeutschen Grenze und heutigen niedersächsisch-thüringischen Landesgrenze. Die Ortslage befindet sich im oberen Nathetal an der steileren Schichtstufe am Übergang vom Unteren Eichsfeld zum Eichsfelder Becken. Umgeben von einer waldreichen Landschaft wird das Dorf von zahlreichen Bergen eingerahmt, wie dem Roten Uferberg (ca. 350 m) im Nordwesten, dem Mühlberg (265 m) im Norden, dem Hunholzberg (bis 310 m) im Osten und den Ausläufern des Gehlenbergs (bis 360 m) im Süden.
Nachbarorte sind der ebenfalls zur Gemeinde Gleichen gehörende Ortsteil Beienrode im Westen, das zu Duderstadt gehörende Nesselröden im Nordosten sowie die Eichsfelder Orte Neuendorf im Osten und Glasehausen im Süden.

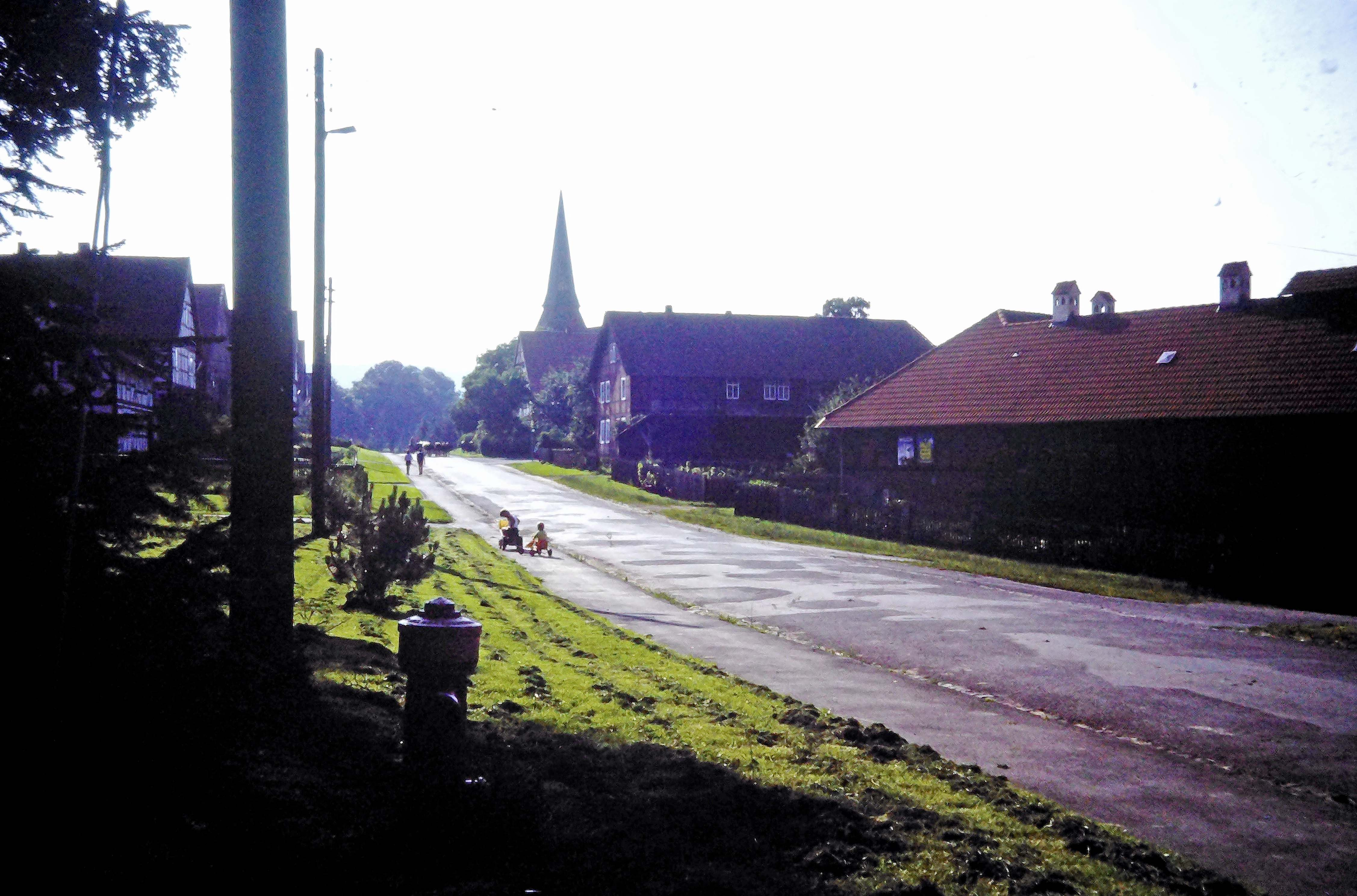
Etzenborn (Juli 1985)

## Geschichte
Im Zuge der Gemeindegebietsreform wurde Etzenborn am 1. Januar 1973 ein Ortsteil der neu gebildeten Gemeinde Gleichen.

## Politik

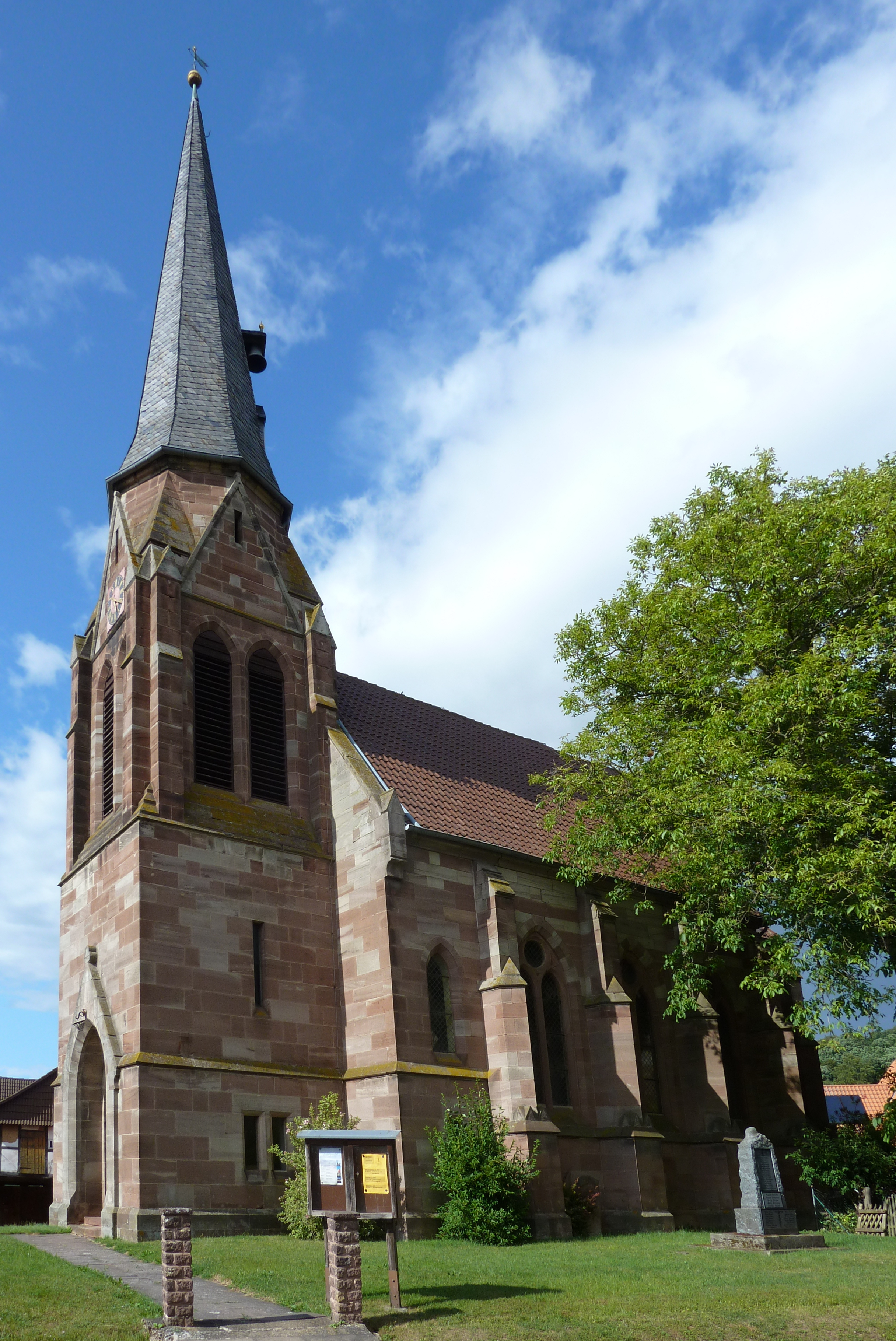
Die evangelisch-reformierte Kirche in Etzenborn

### Ortsrat
Der Ortsrat setzt sich aus fünf Ratsfrauen und Ratsherren zusammen.
- Wählergemeinschaft Etzenborn: 5 Sitze

(Stand: Kommunalwahl am 12. September 2021)

### Ortsbürgermeister
Ortsbürgermeister von Etzenborn ist Dietmar Müller.

### Wappen
| Wappen von Etzenborn | Blasonierung: „In Silber (Weiß) ein blauer Kreisring mit nach rechts und links übergehenden Wellenbalken.“ |
| Wappen von Etzenborn | Wappenbegründung: Das von Otto Rössler von Wildenhain entworfene Wappen wurde vom niedersächsischen Ministerium des Inneren am 26. Februar 1953 genehmigt. Es steht redend für den Ortsnamen (Etzenborn = Etzequelle). Der Ring symbolisiert die Etzequelle und der Wellenbalken den Bachlauf. |

## Kirche
Die evangelisch-reformierte Kirche ist eine neugotische Saalkirche. Sie wurde Ende des 19. Jahrhunderts erbaut.